# Visconte Portman
Il visconte Portman, di Bryanston nella contea del Dorset, è un titolo fra i pari del Regno Unito. Fu creato nel 1873 per l'ex lord luogotenente del Somerset e parlamentare liberale Edward Portman, I barone Portman. Egli era già stato creato barone Portman, di Orchard Portman nella contea del Somerset, nel 1837; anche questo titolo era fra i pari del Regno Unito. Suo figlio, il secondo visconte, rappresentò lo Shaftesbury e il Dorset alla camera dei comuni come liberale. Nel 2016 i titoli sono detenuti dal bis-bisnipote di quest'ultimo, il decimo visconte, che è succeduto a suo padre nel 1999.
I membri della famiglia Portman post-1728 sono discendenti i linea maschile da una linea minore dei Berkeley di Stoke Gifford di cui uno dei membri sposò la figlia di Joan Portman, la bisnipote di Sir William Portman, giudice supremo d'Inghilterra tra il 1555 ed il 1557. Egli aveva acquistato delle terre a Marylebone a Londra, che - attraverso i successivi progetti abitativi di Henry Portman, la trasformò nella Portman Estate - tuttora la base della ricchezza della famiglia Portman. Il nipote del giudice fu creato baronetto nel 1612. Alla morte del nipote del primo baronetto Sir William Portman, VI baronetto nel 1690 senza progenie, le proprietà di famiglia passarono sotto un accordo al primo cugino di quest'ultimo Henry Seymour (m.1728), parlamentare, quinto figlio maschio di Sir Edward Seymour, III baronetto di Berry Pomeroy nel Devon, avuto da sua moglie Anne Portman, la seconda figlia femmina di Sir John Portman, I baronetto. Seymour prese il cognome Portman al posto del suo patronimico, ma non lasciò alcuna prole. La proprietà quindi toccò a un altro cugino, William Berkeley (m.1737) di Pylle nel Somerset, che adottò anche egli il cognome Portman al posto del suo patronimico. Suo bisnipote fu Edward Portman (1771–1823), parlamentare per il Dorset e padre di Edward Portman, I visconte Portman.
La sede della famiglia era Bryanston House, nei pressi di Bryanston nel Dorset.

## Visconti Portman (1873)
- Edward Portman, I visconte Portman (1799–1888)
- Henry Portman, II visconte Portman (1829–1919)
- Henry Portman, III visconte Portman (1860–1923)
- Claud Portman, IV visconte Portman (1864–1929)
- Edward Claud Berkeley Portman, V visconte Portman (1898–1942)
- Seymour Berkeley Portman, VI visconte Portman (1868–1946)
- Gerald Berkeley Portman, VII visconte Portman (1875–1948)
- Gerald William Berkeley Portman, VIII visconte Portman (1903–1967)
- Edward Henry Berkeley Portman, IX visconte Portman (1934–1999)
- Christopher Edward Berkeley Portman, X visconte Portman (n. 1958)

L'erede apparente è il figlio dell'attuale detentore Hon. Luke Henry Oliver Richard Berkeley Portman (n. 1984).